# پادارچاله
پادارچاله (به لاتین: Padar-Chala) یک منطقه مسکونی در جمهوری آذربایجان است که در شهرستان زاقاتالا واقع شده است.